# Poimenski seznam evroposlancev iz Belgije
Poimenski seznam evroposlancev iz Belgije'.

## Seznam
| Ime                                                     | Stranka | Mandat(i)             |
| ------------------------------------------------------- | --- | --------------------- |
| Magda Aelvoet                                           | | 1999-2004             |
| Anne André-Léonard                                      | Evropska liberalna, demokratska in reformna stranka                                                        | 1994-1999 -2004       |
| Ivo Belet                                               | Evropska ljudska stranka - Evropski demokrati                                                              | 2004-2009             |
| Ward Beysen                                             | Neodvisni                                                                                                  | 1999-2004             |
| Frederika Brepoels                                      | Evropska ljudska stranka - Evropski demokrati                                                              | 2004-2009             |
| Philippe Busquin                                        | Stranka evropskih socialistov                                                                              | 2004-2009             |
| Raphaël Chanterie                                       | | 1994-1999             |
| Philip Claeys                                           | Neodvisni                                                                                                  | 1999-2004 -2009       |
| Willy De Clercq                                         | Evropska liberalna, demokratska in reformna stranka                                                        | 1994-1999 -2004       |
| Philippe De Coene                                       | | 1994-1999             |
| Jean-Luc Dehaene                                        | Evropska ljudska stranka - Evropski demokrati                                                              | 2004-2009             |
| Jean-Maurice Dehousse                                   | Stranka evropskih socialistov                                                                              | 1999-2004             |
| Véronique de Keyser                                     | Stranka evropskih socialistov                                                                              | 1999-2004 -2009       |
| Claude Delcroix                                         | | 1994-1999             |
| Gérard Deprez                                           | Evropska ljudska stranka - Evropski demokrati                                                              | 1994-1999 -2004 -2009 |
| Claude Desama                                           | | 1994-1999             |
| Mia De Vits                                             | Stranka evropskih socialistov                                                                              | 2004-2009             |
| Jan Dhaene                                              | Skupina Zelenih-Evropska svobodna zveza                                                                    | 1999-2004             |
| Karel Dillen                                            | | 1994-1999             |
| Koenraad Dillen                                         | Neodvisni                                                                                                  | 1999-2004 -2009       |
| Antoine Duquesne                                        | Skupina zavezništva liberalcev in demokratov za Evropo                                                     | 2004-2009             |
| Saïd El Khadraoui                                       | Stranka evropskih socialistov                                                                              | 1999-2004 -2009       |
| Daniel Féret                                            | | 1994-1999             |
| Mathieu Grosch                                          | Evropska ljudska stranka - Evropski demokrati                                                              | 1994-1999 -2004 -2009 |
| Michel Hansenne                                         | Evropska ljudska stranka - Evropski demokrati                                                              | 1999-2004             |
| José Happart                                            | | 1994-1999             |
| Fernand Herman                                          | | 1994-1999             |
| Alain Hutchinson                                        | Stranka evropskih socialistov                                                                              | 2004-2009             |
| Pierre Jonckheer                                        | Skupina Zelenih-Evropska svobodna zveza                                                                    | 1999-2004 -2009       |
| Marie-Paule Kestelijn-Sierens                           | | 1994-1999             |
| Raymond Langendries                                     | Evropska ljudska stranka - Evropski demokrati                                                              | 2004-2009             |
| Paul A.A.J.G. Lannoye                                   | Skupina Zelenih-Evropska svobodna zveza                                                                    | 1994-1999 -2004       |
| Nelly Maes                                              | Skupina Zelenih-Evropska svobodna zveza                                                                    | 1994-1999 -2004       |
| Wilfried Martens                                        | | 1994-1999             |
| Philippe Monfils                                        | | 1994-1999             |
| Annemie Neyts-Uyttebroeck                               | Skupina zavezništva liberalcev in demokratov za Evropo                                                     | 1994-1999 2004-2009   |
| Frédérique Ries                                         | Evropska liberalna, demokratska in reformna stranka                                                        | 1999-2004 -2009       |
| Miet Smet                                               | Evropska ljudska stranka - Evropski demokrati                                                              | 1999-2004             |
| Patsy Sörensen (Skupina Zelenih-Evropska svobodna zveza | 1999-2004                                                                                                  |                       |
| Antoinette Spaak                                        | | 1994-1999             |
| Bart Staes                                              | Skupina Zelenih-Evropska svobodna zveza                                                                    | 1999-2004 -2009       |
| Dirk Sterckx                                            | Evropska liberalna, demokratska in reformna stranka Skupina zavezništva liberalcev in demokratov za Evropo | 1999-2004 -2009       |
| Marc Tarabella                                          | Stranka evropskih socialistov                                                                              | 2004-2009             |
| Marianne Thyssen                                        | Evropska ljudska stranka - Evropski demokrati                                                              | 1994-1999 -2004 -2009 |
| Leo Tindemans                                           | | 1994-1999             |
| Frank Vanhecke                                          | Neodvisni                                                                                                  | 2004-2009             |
| Johan Van Hecke                                         | Evropska liberalna, demokratska in reformna stranka Skupina zavezništva liberalcev in demokratov za Evropo | 1999-2004 -2009       |
| Anne Van Lancker                                        | Stranka evropskih socialistov                                                                              | 1994-1999 -2004 -2009 |
| Frederik Willockx                                       | | 1994-1999             |
| Olga Zrihen                                             | Stranka evropskih socialistov                                                                              | 1999-2004             |